# Ally MacLeod
Alistair Reid MacLeod est un footballeur né le 26 février 1931 à Glasgow et mort le 1er février 2004. Il fut également entraîneur et sélectionneur de l'Écosse pendant la coupe du monde 1978.

## Palmarès

### En tant qu'entraîneur
- Championnat d'Écosse de D2
  - Champion : 1966.
- Championnat d'Écosse de D3
  - Champion : 1988.
- Coupe de la Ligue
  - Vainqueur : 1976.
- Ayrshire Cup
  - Vainqueur : 1969, 1970, 1971, 1975 et 1988.
- Lanarkshire Cup
  - Vainqueur : 1981 et 1984.